# Afade (Makary)
Afade (ou Afadé) est un canton du Cameroun situé dans la commune de Makary, le département du Logone-et-Chari et la Région de l'Extrême-Nord, à proximité de la frontière avec le Nigeria.  C'est aussi le nom de plusieurs localités qui en font partie : Afadé Damia, Afadé Fitiné, Afadé Sao, Afadé Saré Sultan et Afadé Silmao.

## Population
Lors du recensement de 2005, on a dénombré 15 558 personnes dans le canton, 1 041 à Afadé Damia, 416 à Afadé Fitiné, 1 505 à Afadé Sao, 701 à Afadé Saré Sultan et 345 à Afadé Silmao.
On y parle notamment l'afade, une langue tchadique du groupe kotoko menacée de disparition (6b).

## Éducation
Afadé dispose d'un collège public général (CES).